# Сандайме (Наруто)
Третият Хокаге (на японски: 三代目火影, Сандайме Хокаге) е персонаж от аниме/манга поредицата Наруто, създадена от Масаши Кишимото. Името на Третия е Хирузен Сарутоби (на японски: 猿飛 ヒルゼン, Сарутоби Хирузен) и е най-дълго властващият Хокаге.
Третият е бивш ученик на Шодай и Нидайме. Заради името му, Сарутоби (на японски: 猿飛), Вторият Хокаге го нарича „Маймунка“ (на японски: 猿, Сару). Той е баща на Асума Сарутоби и дядо на Конохамару. Наричат Сарутоби „Професора“, заради богатото му познание на техники, като се смята, че знае всички техники в Коноха. По време на единствената му битка, на която ставаме свидетели, той използва множество атаки, включително Джутсу Огнена Топка и манипулация на земята. Третият също има лично призоваване: Кралят на маймуните - Енма. Енма може да се превръща в неразрушима, разтягаща се тояга, която Третият владее с лекота. Въпреки всичките си умения, Сарутоби изглежда има и леко развратна страна, прекарвайки доста от свободното си време в разговори с млади момичета и поддавайки се на Секси Джутсуто на Наруто Узумаки.
Сарутоби е сенсеят на Орочимару, Джирая и Цунаде - Тримата Легендарни Санина. Докато Орочимару е негов ученик, Третият оценява неговия природен талант, след като става Хокаге и се надява някой ден да предаде титлата си на него. Но с наближаващото си оттегляне Сарутоби разбира, че Орочимару се интересува от поста на Хокаге само като източник на власт и решава да не му предава ролята на защитник на селото. Вместо това Третият дава титлата си на Минато Намиказе, но е принуден да се върне на поста си след смъртта на Минато. По време на втората си служба като Хокаге, Сарутоби открива, че Орочимару отвлича и експериментира с жители на Коноха. Сарутоби не иска да нарани своя бивш ученик и го оставя да избяга.
Години по-късно Орочимару напада Коноха в опит да убие своя стар учител. Третият се мъчи много по време на битката, заради напредналата си възраст и е принуден да използва Унищожаващият Печат на Бога на Смъртта, с помощта на който се опитва да запечата душата на Орочимару. Виждайки, че не е в състояние да запечата цялата му душа, защото е много стар, Сарутоби запечатва само ръцете на бившия си ученик, за да е сигурен, че той никога повече няма да може да използва някакво джутсу. След като успява да спаси селото от Орочимару, Третият умира с усмивка на лицето – смърт, причинена от изпълнението на запечатващата техника.